# Модель Салеха — Валенсуэлы

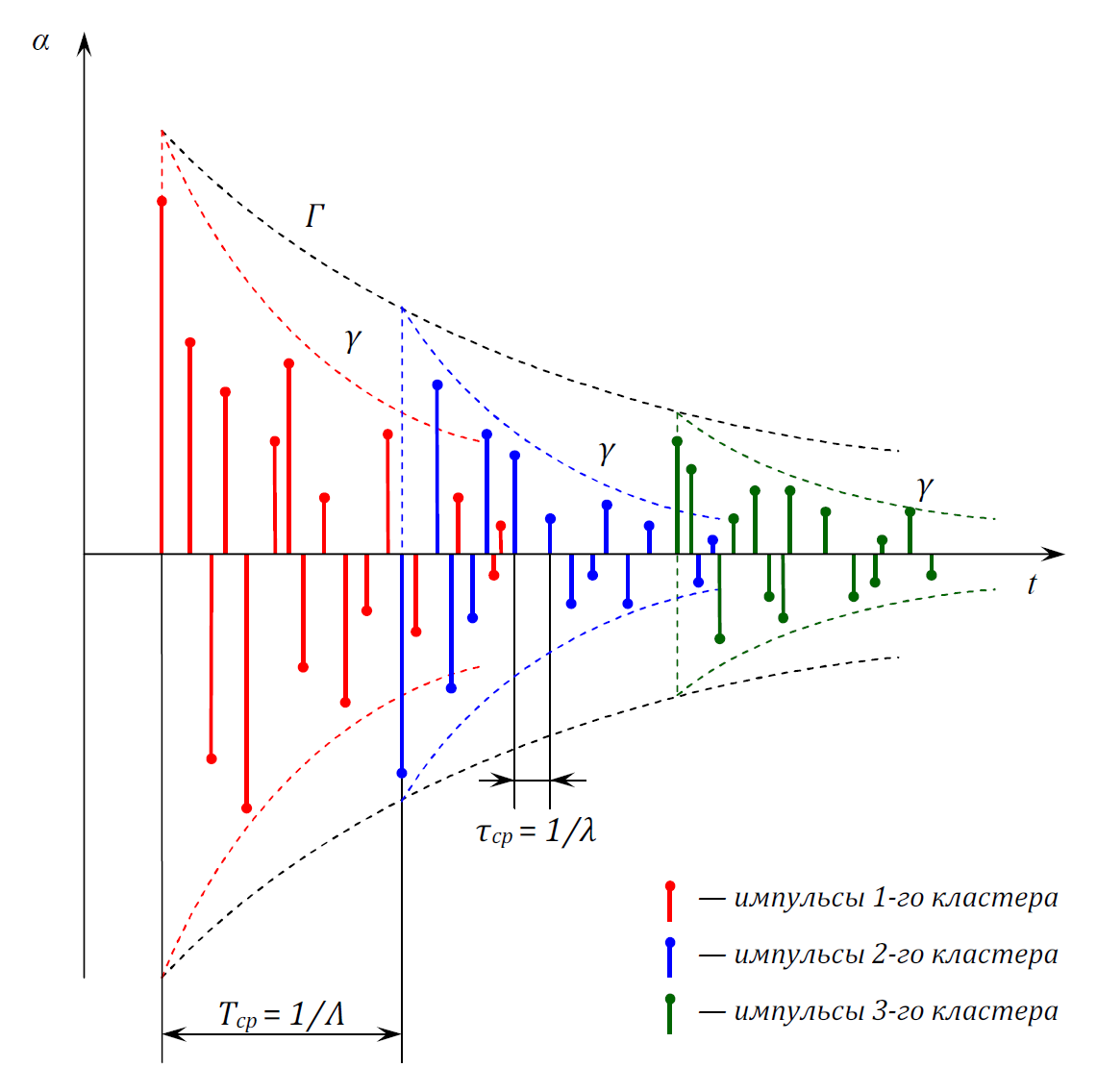
Сигнал на входе приёмника в модели Салеха-Валенсуэлы

Модель Салеха — Валенсуэлы — теоретическая модель, описывающая многолучевое распространение сверхширокополосных сигналов в закрытом помещении. В 2002—2003 годах принята рабочей группой IEEE 802.15.4a в качестве стандартной модели сверхширокополосного канала.

## Описание
Модель Салеха — Валенсуэлы описывает распространение сверхкороткого импульса, который представляется дельта-функцией Дирака δ(t), в ограниченном замкнутом пространстве (например, в офисном помещении). Импульс может попасть из передатчика в приёмник различными путями — либо по прямой линии (если передатчик непосредственно наблюдаем из точки приёма), либо отражаясь от различных объектов, возможно неоднократно. В результате сигнал, поступающий в приёмник, представляет собой совокупность большого количества различным образом расположенных по оси времени коротких импульсов разной амплитуды. Данный процесс аналогичен реверберации звуковых волн в помещении — короткий звуковой импульс, многократно отражаясь от твёрдых поверхностей, так же формирует множество эхо-сигналов.
Измерения, проведённые в 1987 году Аделем Салехом и Рейнальдо Валенсуэлой показали, что импульсы поступают группами, которые в модели называются «кластерами». Каждый кластер состоит из некоторого числа импульсов, которые в модели называются «лучами» или «путями». Кластер можно физически интерпретировать как отражение от какого-либо объекта, а лучи — как отражения от близко расположенных друг от друга частей этого объекта, включая неровности и шероховатости поверхностей.
Таким образом, принимаемый сигнал представляет собой пачки импульсов (которые могут пересекаться во времени), причём каждая последующая пачка среднестатистически имеет меньшую амплитуду, чем предыдущая, а каждый отдельный импульс в пачке — меньшую амплитуду по сравнению с предыдущим импульсом этой пачки. Уменьшение амплитуды проявляется чисто статистически, так как амплитуда и задержка каждого импульса представляют собой случайную величину.

## Математическое описание
Импульсная переходная функция канала передачи информации представляет собой совокупность большого числа дельта-функций различной амплитуды:
{\displaystyle h(t)=\sum \limits _{l=0}^{\infty }\sum \limits _{k=0}^{\infty }\beta _{kl}\delta (t-T_{l}-\tau _{kl}),}
где
{\displaystyle l} — номер кластера, для первого кластера l=0;
{\displaystyle k} — номер импульса в кластере, для первого импульса в кластере k=0;
{\displaystyle \beta _{kl}} — амплитуда k-го импульса в l-м кластере;
{\displaystyle T_{l}} — задержка l-го кластера (по первому импульсу) относительно передаваемого импульса;
{\displaystyle \tau _{kl}} — задержка k-го импульса в l-м кластере относительно первого импульса кластера.
Амплитуда импульса в кластере представляет собой случайную величину, математическое ожидание квадрата которой падает по экспоненциальному закону по времени прихода кластера и времени прихода импульса относительно начала кластера:
{\displaystyle {\overline {\beta _{kl}^{2}}}={\overline {\beta _{00}^{2}}}e^{-\Lambda \mathrm {T} _{l}}e^{-\lambda \tau _{kl}},}
где
{\displaystyle {\overline {\beta _{00}^{2}}}} — мат. ожидание квадрата амплитуды первого импульса в первом кластере.
Временная последовательность импульсов представляет собой двойной пуассоновский процесс: по Пуассону распределены временные задержки кластеров относительно предыдущего кластера и задержки импульсов в кластере относительно предыдущего импульса в кластере. Иными словами, функция распределения времени между соседними кластерами и соседними импульсами задаётся выражениями
{\displaystyle p(\Delta \mathrm {T} )=\Lambda e^{-\Lambda \cdot \Delta \mathrm {T} };}
{\displaystyle p(\Delta \tau )=\lambda e^{-\lambda \cdot \Delta \tau }.}